# Rio Ave Futebol Clube
O Rio Ave Futebol Clube é um clube de futebol português, da cidade de Vila do Conde, que disputa atualmente a Primeira Liga. Fundado em 1939, realiza os seus jogos de futebol em casa no Estádio do Rio Ave FC, também conhecido como Estádio dos Arcos. 
O clube tem o mesmo nome do rio Ave, um rio que atravessa a cidade de Vila do Conde e desagua no oceano Atlântico, junto à mesma cidade. Suas cores tradicionais em casa são as camisolas às riscas verdes e brancas. Tem como principais rivais o Varzim Sport Club e o Leixões Sport Clube por causa de situações geográficas e culturas piscatórias sendo os jogos entre eles conhecidos como os Dérbis do Mar. 
O Rio Ave tem 3 títulos, todos da Segunda Liga, tendo ganho o último na época 2021/22. O melhor resultado dos vilacondenses na Primeira Liga, o patamar mais alto do futebol português, foi o quinto lugar nas épocas 1981/82, 2017/18 e 2019/20. Eles alcançaram e perderam a final Taça de Portugal duas vezes, com derrotas para o Porto e Benfica respectivamente nas edições das épocas em 1983/84 e o 2013-14 Com este último resultado, o Rio Ave se classificou para o Liga Europa da UEFA de 2014–15, sua primeira participação em uma grande competição europeia. Ainda à época 2013-14, o clube foi vice-campeão da Taça da Liga, tendo perdido a final para o Benfica.
A nível europeu, o Rio Ave participou por quatro ocasiões de competições da UEFA, sempre na Liga Europa, nas épocas 2014/15, 2016/17, 2018/19 e 2020/21. Nesta competição, conseguiram chegar à fase de grupos apenas uma vez, em 2014/15, e nas outras ficaram pelas pré-eliminatórias.
Os internacionais portugueses Alfredo, Paulinho Santos, Quim, Rui Jorge e Fábio Coentrão iniciaram a sua carreira no clube. Os guarda-redes Jan Oblak e Ederson são alguns talentos famosos que fizeram parte desta equipa. No clube destacam-se também nomes como Evandro, conhecido como o “herói da Feira”, Augusto Gama e Tarantini, os dois jogadores com mais partidas no clube, Esmaël Gonçalves e Hassan, dois dos responsáveis pela qualificação para a primeira Fase de Grupos de uma competição europeia na história do clube.
Entre os treinadores mais notáveis estão nomes como Manuel Pedro Gomes, que levou o clube pela primeira vez à Primeira Liga, Félix Mourinho, que levou o clube à sua primeira final da Taça de Portugal, e os treinadores da “década de ouro” Nuno Espírito Santo, Pedro Martins, Nuno Capucho, Miguel Cardoso e Carlos Carvalhal.

## História

### A fundação do Rio Ave FC, o primeiro campo de futebol e os primeiros troféus. Década de 40 e 50
O Rio Ave Futebol Clube foi criado por um grupo de amigos vilacondenses que pretendiam levar o nome da cidade de Vila do Conde “mais além”. Num jogo que ocorria na margem sul do rio Ave, na localidade da Azurara, da equipa já extinta Azurarense, foi lançada a ideia de criar um clube na margem norte do mesmo rio, onde se localiza Vila do Conde.  O clube foi fundado no dia 18 de janeiro de 1939, no entanto só foi oficializado uns meses depois, no dia 10 de maio. A primeira reunião do clube decorreu na casa de um dos amigos, situada na Rua Joaquim Maria de Melo. Nesta reunião tratou-se de assuntos como a formação da primeira Direção do Rio Ave Futebol Clube e escolheu-se o nome do clube. Na hora da escolha do nome além do atual foram também a votos os nomes “Vilacondense Futebol Clube” e “Vila do Conde Sport Club”.[carece de fontes?] O Rio Ave entrou em campo pela primeira vez na cidade vizinha da Póvoa de Varzim, frente à equipa do Beiriz.
O primeiro desafio do Rio Ave foi encontrar um local para ser a sua "casa", visto que sem um recinto próprio seria difícil alcançar os objetivos do clube na época. O clube nos seus primeiros tempos treinou num terreno perto da Capela de Nossa Senhora do Desterro, no entanto este campo não tinha as condições necessárias para que o Rio Ave ingressasse a Associação de Futebol do Porto, um dos primeiros objetivos do clube. O sonho do Rio Ave ter a sua primeira casa começou quando foi descoberto um terreno com as dimensões necessárias no centro da cidade, e o proprietário do mesmo terreno, António Reis, amante do futebol, tê-lo alugado ao clube. No dia 29 de janeiro de 1940 foi inaugurado na Avenida Baltazar do Couto, o Campo da Avenida, que viria a ser a casa do Rio Ave, nos próximos 44 anos. Os vilacondenses viveram com grande entusiasmo esta inauguração, houve fogo de artifício e até um concerto da Banda dos Bombeiros Voluntários de Vila do Conde. Com o objetivo de ter o seu próprio estádio alcançado, e consequentemente o ingresso à Associação de Futebol do Porto, o Rio Ave procurava ganhar os seus primeiros troféus. Na época de 1941/42, o Rio Ave sagrou-se campeã promocional da  A.F. Porto, conquistando assim o seu primeiro título. Na temporada seguinte, a equipa vilacondense conquista o título de campeã distrital da III Divisão, tendo o jogo do título sido contra o Sport Progresso, o qual vencer por 1-0, mas mesmo assim o Rio Ave conseguiu ganhar outro troféu.
Depois dos feitos alcançados na década de 40, o campo de futebol e os primeiros títulos, o Rio Ave procurava continuar com o seu percurso vitorioso na década seguinte. A 15 de junho de 1952, num jogo contra o Amarante FC, o Rio Ave sagrou-se vencedor da 3ª Divisão Distrital, conseguindo assim a subida à  2ª Divisão Distrital. Na mesma década, os rioavistas somaram mais três títulos à sua história. Na época de 1954/1955, venceram a 1ª Divisão do Campeonato Distrital de Reservas e também  a 1ª Divisão do Campeonato Distrital. No final da década, na época de 1959/1960, o Rio Ave sagrou-se campeão da 2ª Divisão Distrital.

### Estreia na Taça de Portugal e mudança da sede do clube. Década de 60
Na década de 60, o clube mudou a sua sede. A primeira sede do clube foi a casa de um dos fundadores, como já foi referido, e quando não era nesta casa, a sede era na barbearia também de um dos fundadores, e alguns anos mais tarde, a sede, o local onde os se reuniam os adeptos rioavistas, era na rua Joaquim Maria de Melo. No dia 13 de Janeiro de 1963, a sede do Rio Ave mudou-se para a Avenida da República, mais precisamente para o edifício ao lado do Auditório Municipal, local onde se mantém até aos dias de hoje. Na época de 1963/64, o Rio Ave sagrou-se campeão da II Divisão do Campeonato Distrital de Reservas. Esta também foi a década que o Rio Ave se estreou na Taça de Portugal.  A 20 de Outubro de 1968, a valer para Prova Rainha, os vilacondenses defrontaram o Vasco da Gama de Sines, com quem perderam. Na mesma época, 1968/69, o Rio Ave FC chegou aos campeonatos nacionais de Juvenis com a primeira inscrição, de uma equipa da categoria, nas provas nacionais. Foi uma época de ouro para os jovens da equipa de Vila do Conde, com o título de Campeão de Série. Na segunda fase, ganharam ao SC Braga, mas o sonho dos jovens vilacondenses ficou por aí, já que depois acabaram por perder contra o FC Porto. Na época seguinte, o Rio Ave conseguiu a sua primeira vitória na Taça de Portugal, contra o Guarda por 3-0. Na fase seguinte, o Rio Ave conseguiu outra vez ganhar, agora contra o FC Avintes por 2-0. O afastamento da prova veio no jogo seguinte, ao perder contra o SC Lamego.

### Primeira vez na Primeira Liga e na Final da Taça de Portugal. Década de 70 e 80
Na época de 1976/77, o Rio Ave sagra-se campeão nacional da Terceira Divisão, garantindo assim a subida à Segunda Divisão. Foi um dia histórico para o clube, vivido com muita euforia tanto pelos jogadores tanto pelos adeptos. Existem histórias, contadas por quem viveu este momento, que dizem  que o autocarro onde seguiam os jogadores foi parado na Azurara e o plantel veio em ombros até à sede do Clube, junto ao rio. Quem seguia o Rio Ave nessa época garante que foi aí que o clube começou a arrastar multidões e que finalmente deixou de ser confundido com o Aves. As pessoas passaram a associar o Rio Ave FC à cidade de Vila do Conde, e vice-versa. Pela primeira vez na Segunda Divisão, na época de 1977/78, o Rio Ave garantiu a permanência ao terminar em 5º lugar. Na época seguinte, 1978/79, o Rio Ave com Manuel Pedro Gomes  no comando, termina a Segunda Divisão no 2º lugar, e consequentemente sobe para Primeira Divisão Nacional. Na época 1979/80, pela primeira vez na sua história, o Rio Ave joga o patamar mais alto do futebol português. Foi uma época histórica apesar do Rio Ave ter terminado na 16ª posição, em último, e assim descido de divisão.
Depois de ter descido para a Segunda Divisão, o objetivo do Rio Ave, na época 1980/81, era voltar à Primeira. O clube empenhou-se e não só garantiu a subida, como ganhou o título da Segunda Divisão.  Na época 1981/82, o Rio Ave sob o comando de Félix Mourinho, pai de José Mourinho, joga pela segunda vez na sua história a Primeira Divisão, e consegue terminar esta competição em 5º lugar, aquela que seria, durante décadas, a melhor classificação de sempre do clube. Duas épocas depois, na época 1983/84, o Rio Ave qualifica-se pela primeira vez para a final da Taça de Portugal. O clube vilacondense acabou por perder esta final, jogada no Jamor, contra o FC Porto por 4-1. A equipa que disputou esta final histórica para o Rio Ave ficou conhecido como “Os Barbudos”.

### Adeus Campo da Avenida. Olá Estádio dos Arcos. Década de 80
O constante crescimento do clube obrigou o Rio Ave a ter outras condições, impostas pela lei, no seu campo de futebol. Foi aqui que se começou a equacionar mudar o campo de futebol para outro lugar, isto é deixar o Campo da Avenida, localizado no centro da cidade, e ir para junto dos arcos, no antigo lugar de Casal do Monte. Sendo assim, a Câmara Municipal de Vila do Conde adquiriu terrenos, junto aos arcos do aqueduto setecentista, que abastecia de água o Convento de Santa Clara. A 13 de maio de 1984, ocorreu o último jogo do Rio Ave no Campo da Avenida. O Rio Ave despediu-se da casa que havia sido sua nos últimos 44 anos com uma goleada de 5-1 contra o Águeda. No dia 13 de outubro de 1984, precisamente 4 meses depois da despedida do antigo campo de futebol, era inaugurado o novo Estádio do Rio Ave FC. Este foi um dia histórico para o clube, de manhã uma missa foi celebrada na Igreja Matriz e depois seguiu-se uma ida ao Campo da Avenida, onde decorreu um jogo simbólico com os veteranos e a equipa sénior do Rio Ave. Seguiu-se uma cerimónia, que decorreu nos Paços do Concelho, e que contou com a presença do secretário de Estado adjunto do vice-primeiro ministro, Calvão da Silva, secretário de Estado da Habitação, Fernando Gomes, o Presidente do Rio Ave FC, José Maria Pinho, e ainda, o líder da autarquia local, Mário Almeida, entre outras individualidades. Mário Soares, na altura primeiro-ministro, chegou aos Arcos por volta das 14.30h para descerrar a placa comemorativa do acontecimento. A equipa do Sporting CP foi a convidada para o jogo inaugural, onde os vilacondenses acabaram por vencer por 3-2. Em 1986, o clube aproveitando o embalo das novas instalações, formou a primeira equipa de iniciados. O clube conseguiu começar a afirmar-se com a sua própria formação.
No entanto, nesta mesma época em que o novo estádio foi inaugurado, 1984/85, o Rio Ave desce de divisão. O Rio Ave, na época seguinte, acaba por ser campeão, da Segunda Divisão, e assim sobe novamente à Primeira Divisão. É importante notar que o Rio Ave, nesta época, foi campeão invicto, ou seja, sem perder nenhum jogo. O Rio Ave consegue-se manter na Primeira Divisão por duas épocas, no entanto a história volta a repetir-se e o Rio Ave tem alguma dificuldade em manter-se na Primeira e na época 1988/89 voltou a jogar na Segunda Divisão. O Rio Ave acaba por ficar nesta divisão nas seguintes 8 épocas.

### "Sobe e desce". Década de 90 e novo milénio, 2000
Na época de 1995/96, o Rio Ave com Henrique Calisto no comando, conquista o seu primeiro título no segundo escalão do futebol português e assim ao fim de 7 anos volta à Primeira Divisão. Após a subida, o Rio Ave manteve-se quatro épocas no principal escalão do futebol português. Foi também nesta altura que o Rio Ave começou a lançar jovens jogadores da sua formação que, mais tarde, seriam jogadores de destaque no futebol nacional.
O Rio Ave volta a descer de divisão no início do milénio, época de 1999/00, e permanece aí por 3 épocas. Na época 2002/03, o Rio Ave comandado por um ex-jogador, Carlos Brito, sobe novamente à Primeira Liga, ao sagrar-se campeão da Segunda Liga, pela segunda vez na sua história. Seguiram-se três épocas no escalão máximo do futebol português, onde em 2003/04 e 2004/05 o Rio Ave terminou a competição em sétimo e oitavo lugares, respetivamente. O Rio Ave acabou por descer novamente na época de 2005/2006 devido a uma sequência de maus resultados nas últimas jornadas do campeonato. Dois anos depois o Rio Ave volta a subir para a Primeira Liga, ao terminar a Segunda Liga em 2º lugar. Evandro foi o herói desta subida de divisão ao marcar o golo decisivo que ditou o Rio Ave voltar à Primeira Liga. O avançado brasileiro é até hoje apelidado de “herói da Feira”, já que o golo foi contra o Feirense, em Santa Maria da Feira.

### Década de ouro: 3 Finais, Recorde de Pontos no Campeonato, 4 qualificações para a Liga Europa. Década de 2010-2020
A década de 2010-2020 é considerada a década de ouro do Rio Ave, visto que foi o período de tempo em que o clube viveu os seus melhores momentos, não só pela qualidade dos mesmos mas também pela quantidade em que se sucederam. Os anos anteriores a estes, eram de grande turbulência, o Rio Ave não se conseguia se estabilizar na Primeira Liga. No entanto neste tempo, a Direção de António da Silva Campos estruturou o Rio Ave com um projeto que permitisse colher frutos a médio/longo prazo, e os resultados deste projeto são comprovados pela dita década de ouro.
O Rio Ave, na época de 2009/10, alcançou as meias-finais da Taça de Portugal, e na de 2010/11 alcançou os quartos de final da mesma prova.
A época de 2012/13 seria a primeira de várias temporadas de notável crescimento e afirmação, além de surpreendentes méritos. Nuno Espírito Santo era quem treinava o Rio Ave nesta época. O Rio Ave era descrito como ambicioso, e determinado a quebrar barreiras e a alcançar patamares nunca antes alcançados. O plantel do clube nessa época contava com nomes como Ederson, atual guarda-redes titular do Manchester City, e Oblak, atual guarda-redes titular do Atlético de Madrid. O Rio Ave terminou o campeonato na 6ª posição e ainda alcançou as meias-finais na Taça de Portugal. Esta época deu um bocado de sabor do que viria acontecer na próxima.
A época de 2013/14 vai sempre inesquecível para os adeptos rioavistas. Em poucos dias, os vilacondenses viajaram a Leiria e ao Jamor para a disputa das finais da Taça da Liga e da Taça de Portugal, respetivamente. A equipa de Nuno Espírito Santo enfrentou nas duas ocasiões o então campeão nacional SL Benfica, de Jorge Jesus. O Rio Ave acabou por perder ambas as finais, 2-0 e 1-0.  Apesar das derrotas, os vilacondenses tinham outro motivo para se orgulharem. Ao participar na final da Taça de Portugal o Rio Ave garantiu pela primeira vez na sua história a qualificação para uma competição europeia, a Liga Europa.
O Rio Ave era agora um clube mais respeitado, financeiramente estável e com um projeto para um futuro ainda mais brilhante.
Em 2014/15, com Pedro Martins no "leme", o Rio Ave estreou-se  na "Europa". Entrou nesta competição na 3ª Pré-Eliminatória, onde foi sorteado para jogar contra os suecos do IFK Göteborg. O clube vilacondense venceu a 1ª mão em Gotemburgo, e depois o empate, na 2ª mão, em Vila do Conde, foi suficiente para o Rio Ave qualificar-se para a próxima fase. No Play-Off, o sorteio ditou o Rio Ave jogar com outra equipa sueca, agora o IF Elfsborg. Os rioavistas perderam a 1ª mão em Borås, por 2-1. Esta derrota trouxe as decisões para Portugal, mas o Rio Ave sabia que apenas precisava de uma vitória de 1-0 para fazer história, devido à Regra dos golos fora de casa que era aplicada nesse tempo. Na 2ª mão, jogada no Estádio dos Arcos, os adeptos vilacondenses tentavam empurrar a equipa para a vitória, mas o 0-0 permaneceu até ao período de compensação. O momento que veio para ficar para a história deu-se aos 92 minutos. O guarda-redes Cássio pontapeou na frente, um defesa contrário desviou de cabeça e isolou Esmaël Gonçalves, o novo herói dos Arcos, que com um toque subtil bateu o guardião adversário. O Rio Ave estava na Fase de Grupos da Liga Europa e Vila do Conde não cabia em si de tamanha alegria. Na mesma época, o Rio Ave disputou a Supertaça que acabou por perder nos penáltis frente ao SL Benfica, e ainda conseguiu umas meias-finais da Taça de Portugal. Na Liga Europa, o Rio Ave ficou pelo caminho na Fase de Grupos, num grupo com Dinamo Kiev, da Ucrânia, Aalborg, da Dinamarca e o Steaua Bucareste, da Roménia. Os rioavistas apenas venceram um jogo, contra o AaB Aalborg, por 2-0 em casa, e empataram outro jogo contra o Steaua Bucareste, por 2-2 também em casa, terminado na 4ª posição do Grupo J com 4 pontos.
Na época de 2015/16, ainda com Pedro Martins, o Rio ave voltou a garantir novo apuramento para a Liga Europa fruto de um seguro 6º lugar no campeonato, e ainda voltou a estar às portas do Jamor, ao chegar pelo segundo ano consecutivo às meias-finais da prova-rainha. 
O objetivo do Rio Ave na época 2016/17 era chegar novamente à Fase de Grupo da Liga Europa. Na 3ª Pré-Eliminatória, o Rio Ave de Nuno Capucho, foi sorteado para jogar contra os tchecos do Slavia Praga. Apesar do Rio Ave ter empatado nos dois jogos, desta vez, ao contrário da última vez na Liga Europa, a Regra dos golos fora de casa prejudicou os vilacondenses. A 1ª mão, em Praga, acabou num empate 0-0, e a 2ª mão, em Vila do Conde, também acabou noutro empate, agora 1-1. Como o agregado terminou empatado, 1-1, passou quem tinha mais golos fora como dita a Regra dos golos fora de casa atualmente já não usada pela UEFA. Com nenhum golo fora, enquanto o Slavia de Praga tinha um, o Rio Ave acabou eliminado da Liga Europa. Em Novembro, Luís Castro substituiu Capucho e o efeito na tabela foi imediato. O galope do Rio Ave FC só parou com um 7º lugar na classificação, mas novo apuramento para a Liga Europa ficou a um ponto de distância.
Miguel Cardoso assume o comando do Rio Ave na época 2017/18,e o efeito é imediato. Uma só temporada de Cardoso no Rio Ave ficou marcada para sempre. O clube garantiu o 5º lugar no campeonato, naquela que é, a par de 1981/82, a melhor classificação de sempre, mas alcançou o melhor registo pontual da história até à data, 51 pontos, e consequentemente garante a terceira qualificação da década para a Liga Europa.
Em 2018/2019, com um novo treinador, José Gomes, o Rio Ave volta a disputar a segunda maior competição de clubes na Europa. O sorteio da 2ª Pré-Eliminatória ditou os vilacondenses jogarem contra os polacos do Jagiellonia Białystok. O Rio Ave perdeu a primeira mão em Białystok por 1-0 e empatou a segunda mão em Vila do Conde por 4-4. Com um resultado agregado de 5-4 a favor dos polacos, o Rio Ave acabou por ser eliminado da competição. Na mesma época, o Rio Ave terminou na  7ª posição no campeonato, já com Daniel Ramos no comando, depois de José Gomes ter aceitado o convite para treinar o Reading.
Na época de 2019/20, o Rio Ave com Carlos Carvalhal no comando, volta a bater o seu recorde de pontos no campeonato. 55 pontos foram suficientes o Rio Ave terminar em 5º lugar, mais 1 ponto que o 6ª classificado, Famalicão, e menos 5 pontos que o 3ª e 4ª classificados, Braga e Sporting respetivamente, e assim garantir a 4ª classificação, em toda a sua história, para a Liga Europa.

### De quase vencer o AC Milan à primeira descida de divisão após 13 anos na Primeira. O recomeço. 2020 em diante
Devido à excelente campanha no campeonato na época anterior, o Rio Ave começou época de 2020/21 a jogar a Liga Europa. O objetivo do Rio Ave, com Mário Silva no comando, era garantir a qualificação para a Fase de Grupos, algo que nas suas últimas 3 participações nesta competição, apenas aconteceu 1 vez, na primeira época em que jogaram a Liga Europa, 2014/15. Ao contrário do normal, devido à pandemia de Covid-19, a UEFA decidiu que as eliminatórias e Play-off da Liga Europa da UEFA de 2020–21 jogar-se-iam em apenas uma mão. O Rio Ave entrou nesta competição na 2ª Pré-Eliminatória, e o sorteio da mesma ditou os vilacondenses jogarem contra os bósnios do Fudbalski Klub Borac Banja Luka. O Rio Ave venceu este jogo, jogado na Bósnia, por 2-0, e avançou de fase. Na 3ª Pré-Eliminatória o Rio Ave defrontou o Besiktas, e mais uma vez os rioavistas jogaram fora, agora na Turquia. O jogo ao 90 minutos terminou empatado, e assim seguiu para prolongamento, onde nada mudou e o jogo seguiu para as disputas de penálti, onde o Rio Ave venceu por 4-2, passando assim à última fase antes da Fase de Grupos. O último adversário que o Rio Ave precisava de vencer para voltar a jogar a Fase de Grupos após 6 anos, era o AC Milan, uma das melhores equipas europeias de sempre. O Rio Ave, neste jogo jogado em Vila do Conde, ao contrário de todas expectativas, deu "luta" ao Milan. A primeira parte terminou 0-0. O jogo só começou a aquecer  na 2ª parte, quando os italianos abriram o marcador aos 51 minutos. O Rio Ave empatou aos 72 minutos, com Francisco Geraldes a apontar o golo. A partida terminou empatada aos 90 minutos, e consequentemente o jogo seguiu para o prolongamento. O Rio Ave começou os 30 minutos adicionais com tudo, e aos 91, Gelson Dala marca o 2º golo do Rio Ave na partida, fazendo a reviravolta no marcador. Estava tudo a correr bem para o Rio Ave, e tudo dava a entender que ia acontecer história em Vila de Conde nesse dia, até que aos 120 minutos é assinalado uma grande-penalidade favorável ao Milan. O Milan concretiza este penálti, e o prolongamento termina empatado. Seguiram-se assim uma emocionante disputa por penálti, onde foram precisos 24 penáltis,12 para cada equipa, para desempatar o jogo, no entanto Rio Ave acabou por perder para equipa que viria a ser a campeã de Itália nessa época.
Na mesma época, o campeonato nacional corre mal para o Rio Ave. Mário Silva é despedido, após o clube ter 11 pontos e apenas 2 vitórias nas primeiras 7 jornadas. O treinador Miguel Cardoso volta ao Rio Ave, no entanto o clube acaba por terminar na 16ª posição e tem de ir ao Play-Off para evitar a despromoção, onde vai jogar com o Arouca, 3ª classificado da Segunda Liga. O Rio Ave perde as duas mãos deste Play-Off, com um agregado de 5-0 para a formação arouquense, e ao fim de 13 anos estáveis na Primeira Liga, o Rio Ave desce para a Segunda Liga.
Na época de 2021/22, o Rio Ave volta a jogar na Segunda Liga, competição que já não jogava desde a época 2007/08. O Rio Ave, com Luís Freire no comando, mostra que é a equipa de Primeira Divisão, e, na mesma época ganha, pela terceira vez na sua história, a Segunda Liga, subindo assim de divisão.
De volta à Primeira Liga, na época 2023/24, o Rio Ave ao terminar na 12ª posição, cumpre o seu objetivo de permanecer na 1ª divisão.

## Mascote
O atual mascote do Rio Ave FC  é um tubarão do Atlântico que se chama Tubas. Foi anunciado na Gala Verde e Branca, a gala de prémios do Rio Ave, em 2018 e o seu nome foi escolhido pelos sócios e adeptos num inquérito feito na conta oficial do Facebook do clube. Desde a sua "oficialização", o Tubas tem vindo a ser presença habitual nos jogos do Rio Ave para entreter os mais novos. Na época 2020/21, a mascote ganhou o prémio de Mascote do Mês de Fevereiro da Liga Portugal.

## Material desportivo e patrocinadores
| Período     | Material desportivo | Patrocinadores        |
| ----------- | ------------------- | --------------------- |
| 2003-2010   | Lacatoni            | Nassica Vila do Conde |
| 2010-2014   | Lacatoni            | Vila do Conde         |
| 2014-2016   | Lacatoni            | Sem patrocinador      |
| 2016-2018   | Adidas              | MEO                   |
| 2018-2021   | Nike                | MEO                   |
| 2021-2022   | Puma                | MEO                   |
| 2022- atual | Puma                | Solverde              |
| [ 17 ]      |                     |                       |

## Recintos

### Estádio do Rio Ave FC
O Rio Ave FC disputa os seus jogos no Estádio do Rio Ave FC, também conhecido como Estádio dos Arcos devido ao mesmo se localizar junto aos arcos do aqueduto setecentista de Vila do Conde.  Desde a sua inauguração, 1944, que o estádio é casa do Rio Ave. O estádio, ao longo dos anos, foi passando por várias mudanças, principalmente no número de espetadores. Inicialmente o estádio tinha capacidade para 20 000 pessoas, mas com a introdução de cadeiras a capacidade diminuiu para 9 000.
Em 2020, o Rio Ave foi obrigado a demolir a bancada nascente (lado oposto à transmissão televisiva) devido à falta de condições de segurança, e consequentemente a capacidade do estádio diminuiu para 5 300. No inicio de 2023, o então Presidente do Rio Ave, António Silva Campos, afirmou que a reconstrução da bancada não era uma prioridade a curto prazo, visto que o clube tinha primeiro de se estabilizar financeiramente.

### Assistências nos Jogos da Liga Portugal
| Assistência no Estádio dos Arcos | Assistência no Estádio dos Arcos | Assistência no Estádio dos Arcos | Assistência no Estádio dos Arcos | Assistência no Estádio dos Arcos | Assistência no Estádio dos Arcos |
| Época                            | Liga                             | Jogos                            | Média                            | Total                            | Ref.                             |
| -------------------------------- | -------------------------------- | -------------------------------- | -------------------------------- | -------------------------------- | -------------------------------- |
| 2009/10                          | I                                | 15                               | 2.593                            | 38.902                           | [ 20 ]                           |
| 2010/11                          | I                                | 15                               | 2.391                            | 35.865                           |                                  |
| 2011/12                          | I                                | 15                               | 2.700                            | 40.498                           |                                  |
| 2012/13                          | I                                | 15                               | 2.137                            | 32.054                           |                                  |
| 2013/14                          | I                                | 15                               | 2.333                            | 35.000                           |                                  |
| 2014/15                          | I                                | 17                               | 2.968                            | 50.458                           |                                  |
| 2015/16                          | I                                | 17                               | 3.301                            | 56.125                           |                                  |
| 2016/17                          | I                                | 17                               | 3..954                           | 67.215                           |                                  |
| 2017/18                          | I                                | 17                               | 3.889                            | 66.116                           |                                  |
| 2018/19                          | I                                | 17                               | 3.630                            | 61.712                           |                                  |
| 2019/20                          | I                                | 12                               | 1.838                            | 31.247                           | [ 21 ]                           |
| 2020/21                          | I                                | 0                                | 0                                | 0                                | [ 22 ]                           |
| 2021/22                          | II                               | 17                               | 1.382                            | 23.494                           | [ 23 ]                           |
| 2022/23                          | I                                | 17                               | 2.906                            | 49.395                           |                                  |
| 2023/24                          | I                                | 17                               | 3.149                            | 53.532                           | [ 24 ]                           |

 Atualizado em 17 de junho de 2024

## Desempenho a nível nacional e continental
|                               | Nº Presenças | Títulos |
| ----------------------------- | ------------ | ------- |
| Primeira Liga                 | 29           | 0       |
| Supertaça Cândido de Oliveira | 1            | 0       |
| Taça de Portugal              | 52           | 0       |
| Taça da Liga                  | 16           | 0       |
| II Divisão                    | 12           | 3       |
| Segunda Liga                  | 11           | 3       |
| Liguilha I/II Divisão         | 3            | 1       |
| III Divisão                   | 15           | 3       |
| II Divisão B                  | 2            | 1       |
| AF Porto Taça                 | 1            | 1       |
| Liga Europa                   | 1(*)         | 0       |

* A única participação na Fase de Grupos da Liga Europa foi proveniente da fase de qualificação da mesma competição!

### Prestações por Temporada
Atualizado a 29 de agosto de 2023
| Época | Liga Divisão | Pos. | J  | V  | E  | D  | GM | GS | Pts | Taça de Portugal | Taça da Liga   | Supertaça | Notas                   |
| 1978–79 | 2DS          | 2    | 30 | 20 | 5  | 5  | 51 | 26 | 45  | 1/16             | Não existia    |           | Promovido               |
| 1979–80 | I            | 16   | 30 | 5  | 3  | 22 | 22 | 61 | 13  | 1/16             | Não existia    |           | Despromovido            |
| 1980–81 | 2DS          | 1    | 30 | 16 | 10 | 4  | 43 | 17 | 42  | 1/32             | Não existia    |           | Promovido               |
| 1981–82 | I            | 5    | 30 | 13 | 8  | 9  | 26 | 31 | 34  | 1/8              | Não existia    |           |                         |
| 1982–83 | I            | 8    | 30 | 13 | 3  | 14 | 43 | 45 | 29  | 1/32             | Não existia    |           |                         |
| 1983–84 | I            | 9    | 30 | 11 | 7  | 12 | 35 | 35 | 29  | Final            | Não existia    |           |                         |
| 1984–85 | I            | 13   | 30 | 7  | 9  | 14 | 27 | 43 | 23  | QF               | Não existia    |           | Despromovido            |
| 1985–86 | 2DN          | 1    | 30 | 19 | 11 | 0  | 52 | 19 | 49  | 1/16             | Não existia    |           | Promovido               |
| 1986–87 | I            | 13   | 30 | 8  | 9  | 13 | 33 | 40 | 25  | 1/8              | Não existia    |           |                         |
| 1987–88 | I            | 18   | 38 | 7  | 14 | 17 | 29 | 67 | 28  | 1/8              | Não existia    |           | Despromovido            |
| 1988–89 | 2DS          | 4    | 34 | 16 | 9  | 9  | 51 | 30 | 41  | 1/32             | Não existia    |           |                         |
| 1989–90 | 2DS          | 10   | 34 | 10 | 11 | 13 | 44 | 47 | 31  | 1/32             | Não existia    |           |                         |
| 1990–91 | 2DS          | 4    | 38 | 23 | 10 | 5  | 79 | 21 | 56  | 1/16             | Não existia    |           | Promovido               |
| 1991–92 | II           | 4    | 34 | 16 | 7  | 11 | 47 | 30 | 39  | 5E               | Não existia    |           |                         |
| 1992–93 | II           | 5    | 34 | 14 | 10 | 10 | 39 | 36 | 38  | 5E               | Não existia    |           |                         |
| 1993–94 | II           | 4    | 34 | 18 | 8  | 8  | 43 | 23 | 44  | QF               | Não existia    |           |                         |
| 1994–95 | II           | 11   | 34 | 12 | 8  | 14 | 47 | 46 | 32  | 1/8              | Não existia    |           |                         |
| 1995–96 | II           | 1    | 34 | 21 | 5  | 8  | 58 | 42 | 68  | 5E               | Não existia    |           | Promovido               |
| 1996–97 | I            | 15   | 34 | 8  | 11 | 15 | 35 | 42 | 35  | 4E               | Não existia    |           |                         |
| 1997–98 | I            | 9    | 34 | 12 | 10 | 12 | 43 | 43 | 46  | 5E               | Não existia    |           |                         |
| 1998–99 | I            | 14   | 34 | 8  | 11 | 15 | 26 | 47 | 35  | 4E               | Não existia    |           |                         |
| 1999–00 | I            | 17   | 34 | 8  | 9  | 17 | 34 | 54 | 33  | MF               | Não existia    |           | Despromovido            |
| 2000–01 | II           | 5    | 34 | 17 | 9  | 8  | 68 | 35 | 60  | 1/8              | Não existia    |           |                         |
| 2001–02 | II           | 8    | 34 | 12 | 10 | 12 | 45 | 36 | 46  | 3E               | Não existia    |           |                         |
| 2002–03 | II           | 1    | 34 | 19 | 6  | 9  | 49 | 36 | 63  | 5E               | Não existia    |           | Promovido               |
| 2003–04 | I            | 7    | 34 | 12 | 12 | 10 | 42 | 37 | 48  | QF               | Não existia    |           |                         |
| 2004–05 | I            | 8    | 34 | 10 | 17 | 7  | 35 | 35 | 47  | 5E               | Não existia    |           |                         |
| 2005–06 | I            | 16   | 34 | 8  | 10 | 16 | 34 | 53 | 34  | 4E               | Não existia    |           | Despromovido            |
| 2006–07 | II           | 3    | 30 | 15 | 8  | 7  | 44 | 37 | 53  | 5E               | Não existia    |           |                         |
| 2007–08 | II           | 2    | 30 | 13 | 12 | 5  | 38 | 26 | 51  | 1/8              | 1E             |           | Promovido               |
| 2008–09 | I            | 12   | 30 | 8  | 6  | 16 | 20 | 35 | 30  | 3E               | 2ª FG          |           |                         |
| 2009–10 | I            | 12   | 30 | 6  | 13 | 11 | 22 | 33 | 31  | MF               | 2ª FG          |           |                         |
| 2010–11 | I            | 8    | 30 | 10 | 8  | 12 | 35 | 33 | 38  | QF               | 1E             |           |                         |
| 2011–12 | I            | 14   | 30 | 7  | 7  | 16 | 33 | 42 | 28  | 4E               | 2ª FG          |           |                         |
| 2012–13 | I            | 6    | 30 | 12 | 6  | 12 | 35 | 42 | 42  | 4E               | MF             |           |                         |
| 2013–14 | I            | 11   | 30 | 8  | 8  | 14 | 21 | 35 | 32  | Final            | Final          |           | Qualificado Liga Europa |
| 2014–15 | I            | 10   | 34 | 10 | 13 | 11 | 38 | 42 | 43  | MF               | MF             | Final     |                         |
| 2015–16 | I            | 6    | 34 | 14 | 8  | 12 | 44 | 44 | 50  | MF               | FG             |           | Qualificado Liga Europa |
| 2016–17 | I            | 7    | 34 | 14 | 7  | 13 | 41 | 39 | 49  | 3E               | FG             |           |                         |
| 2017–18 | I            | 5    | 34 | 15 | 6  | 13 | 40 | 42 | 51  | QF               | FG             |           | Qualificado Liga Europa |
| 2018–19 | I            | 7    | 34 | 12 | 9  | 13 | 50 | 52 | 45  | 1/8              | FG             |           |                         |
| 2019–20 | I            | 5    | 34 | 15 | 10 | 9  | 48 | 36 | 55  | QF               | FG             |           | Qualificado Liga Europa |
| 2020–21 | I            | 16   | 34 | 7  | 13 | 13 | 25 | 40 | 34  | 1/8              | não participou |           | Despromovido            |
| 2021-22 | II           | 1    | 34 | 21 | 7  | 6  | 52 | 31 | 70  | QF               | FG             |           | Promovido               |
| 2022-23 | I            | 12   | 34 | 10 | 10 | 14 | 36 | 43 | 40  | 3E               | FG             |           |                         |
| 2023-24 | I            |      | 17 | 3  | 6  | 8  | 19 | 28 | 15  | 3E               | 2E             |           |                         |
| I – 1.ª Divisão/Liga; II – 2.ª Divisão/Liga; Pos – Posição; Pts – Pontos; J – Jogos; V – Vitórias; E – Empates; D – Derrotas; GM – Golos Marcados; GS – Golos Sofridos; TP – Taça de Portugal; TL – Taça da Liga |              |      |    |    |    |    |    |    |     |                  |                |           |                         |

|  | Qualificação à divisão superior    |
|  | Desqualificação à divisão inferior |

## Futebol

### Seniores Masculinos

#### Palmarés
| Nacionais | Nacionais        | Nacionais | Nacionais                  |
|           | Competição       | Títulos   | Épocas                     |
| --------- | ---------------- | --------- | -------------------------- |
|           | Segunda Liga     | 3         | 1995/96, 2002/03 e 2021/22 |
|           | Segunda Divisão  | 1         | 1985/86                    |
|           | Terceira Divisão | 1         | 1976/77                    |

- Taça de Portugal:

(1984-85) finalista vencido
(2013-14) finalista vencido
- Taça da Liga:

(2013-14)  finalista vencido
- Supertaça Cândido de Oliveira:

(2014)  finalista vencido
- Segunda Liga: 3

Campeão:(1995–96) (2002-03) (2021–22)
Vice-campeão: (2007-08)
- II Divisão B: 1

(1985-86)
- III Divisão: 1

(1976-77)

### Resumo das Competições Nacionais
Atualizado a 29 de agosto de 2023

#### Liga Portuguesa
| Melhor Classificação | 5º  | 1981/82, 2017/18 e 2019/20 |
| Pior Classificação   | 17º | 1999/00                    |
| Maior Vitória        | 6-1 | FC Paços de Ferreira       |
| Maior Derrota        | 1-6 | SL Benfica                 |

#### 2ª Liga/Liga de Honra
| Melhor Classificação | 1º  | 1995/96, 2002/03 e 2021/22 |
| Pior Classificação   | 11º | 1994/95                    |
| Maior Vitória        | 5-1 | Académica de Coimbra       |
| Maior Derrota        | 0-4 | CD Feirense                |

#### Taça de Portugal
| Melhor Fase   | Final | 1983/84, 2013/14 |
| Maior Vitória | 7-0   | Silves FC        |
| Maior Derrota | 4-0   | FC Porto         |

#### Taça da Liga
| Melhor Fase   | Final | 2013/14        |
| Maior Vitória | 6-1   | UD Oliveirense |
| Maior Derrota | 4-0   | FC Porto       |

### Resumo
Atualizado a 29 de agosto de 2023
| Época   | Competição  | Fase       | Adversário                      | Casa        | Fora        | Agregado |
| ------- | ----------- | ---------- | ------------------------------- | ----------- | ----------- | -------- |
| 2014–15 | Liga Europa | 3ª Pré-El. | IFK Gotemburgo                  | 0–0         | 1–0         | 1–0      |
| 2014–15 | Liga Europa | Play-off   | IF Elfsborg                     | 1–0         | 1–2         | 2–2 (a)  |
| 2014–15 | Liga Europa | Grupo J    | Dínamo de Kiev                  | 0–3         | 0–2         | 4º Lugar |
| 2014–15 | Liga Europa | Grupo J    | Steaua Bucareste                | 2–2         | 1–2         | 4º Lugar |
| 2014–15 | Liga Europa | Grupo J    | AaB Aalborg                     | 2–0         | 0–1         | 4º Lugar |
| 2016–17 | Liga Europa | 3ª Pré-El. | Slavia Praga                    | 1–1         | 0–0         | 1–1      |
| 2018–19 | Liga Europa | 2ª Pré-El. | Jagiellonia Białystok           | 4–4         | 0–1         | 4–5      |
| 2020–21 | Liga Europa | 2ª Pré-El. | Fudbalski Klub Borac Banja Luka | —           | 2–0         | —        |
| 2020–21 | Liga Europa | 3ª Pré-El. | Besiktas                        | —           | 1–1 (4–2 p) | —        |
| 2020–21 | Liga Europa | Play-off   | AC Milan                        | 2–2 (8–9 p) | —           | —        |

(a) - Regra dos golos fora de casa
(b) - Desempate por penalties
(c) - Devido à Covid-19, as eliminatórias da 2020–21 jogaram-se apenas a uma mão

## Histórico e estatísticas de treinadores do clube
Atualizado a 29 de agosto de 2023
| Época     | Nome                | Jogos     | Pontos por Jogo |
| --------- | ------------------- | --------- | --------------- |
| 1979/1980 | Fernando Cabrita    | Sem dados | Sem dados       |
| 1980/1981 | Fernando Cabrita    | Sem dados | Sem dados       |
| 1980/1981 | Mourinho Félix      | Sem dados | Sem dados       |
| 1981/1982 | Mourinho Félix      | Sem dados | Sem dados       |
| 1982/1983 | Quinito             | Sem dados | Sem dados       |
| 1983/1984 | Mourinho Félix      | Sem dados | Sem dados       |
| 1984/1985 | Mourinho Félix      | Sem dados | Sem dados       |
| 1984/1985 | Mário Reis          | Sem dados | Sem dados       |
| 1985/1986 | Abel Braga          | Sem dados | Sem dados       |
| 1985/1986 | Mário Reis          | Sem dados | Sem dados       |
| 1986/1987 | Mário Reis          | Sem dados | Sem dados       |
| 1986/1987 | António Morais      | Sem dados | Sem dados       |
| 1987/1988 | Mário Juliatto      | Sem dados | Sem dados       |
| 1987/1988 | Mário Reis          | Sem dados | Sem dados       |
| 1988/1989 | Mário Reis          | Sem dados | Sem dados       |
| 1988/1989 | Eurico Gomes        | Sem dados | Sem dados       |
| 1989/1990 | Eurico Gomes        | Sem dados | Sem dados       |
| 1989/1990 | Nicolau Vaqueiro    | Sem dados | Sem dados       |
| 1990/1991 | Mário Reis          | Sem dados | Sem dados       |
| 1991/1992 | Augusto Inácio      | Sem dados | Sem dados       |
| 1992/1993 | Vieira Nunes        | Sem dados | Sem dados       |
| 1993/1994 | José Rachão         | Sem dados | Sem dados       |
| 1993/1994 | Quinito             | Sem dados | Sem dados       |
| 1994/1995 | Abel Braga          | Sem dados | Sem dados       |
| 1994/1995 | Jaime Pacheco       | Sem dados | Sem dados       |
| 1994/1995 | Henrique Calisto    | Sem dados | Sem dados       |
| 1995/1966 | Henrique Calisto    | Sem dados | Sem dados       |
| 1996/1997 | Henrique Calisto    | Sem dados | Sem dados       |
| 1996/1997 | Carlos Britos       | Sem dados | Sem dados       |
| 1997/1998 | Carlos Britos       | Sem dados | Sem dados       |
| 1998/1999 | Carlos Britos       | Sem dados | Sem dados       |
| 1999/2000 | Carlos Britos       | Sem dados | Sem dados       |
| 2000/2001 | Vítor Oliveira      | Sem dados | Sem dados       |
| 2001/2002 | Vítor Oliveira      | Sem dados | Sem dados       |
| 2001/2002 | Horácio Gonçalves   | Sem dados | Sem dados       |
| 2002/2003 | Horácio Gonçalves   | Sem dados | Sem dados       |
| 2002/2003 | Carlos Britos       | 69        | 1.38            |
| 2003/2004 | Carlos Britos       | 69        | 1.38            |
| 2004/2005 | Carlos Britos       | 69        | 1.38            |
| 2005/2006 | António Sousa       | 23        | 1.09            |
| 2005/2006 | João Eusébio        | 87        | 1.48            |
| 2006/2007 | João Eusébio        | 87        | 1.48            |
| 2007/2008 | João Eusébio        | 87        | 1.48            |
| 2008/2009 | João Eusébio        | 87        | 1.48            |
| 2008/2009 | Carlos Britos       | 131       | 1.18            |
| 2009/2010 | Carlos Britos       | 131       | 1.18            |
| 2010/2011 | Carlos Britos       | 131       | 1.18            |
| 2011/2012 | Carlos Britos       | 131       | 1.18            |
| 2012/2013 | Nuno Espírito Santo | 80        | 1.41            |
| 2013/2014 | Nuno Espírito Santo | 80        | 1.41            |
| 2014/2015 | Pedro Martins       | 101       | 1.41            |
| 2015/2016 | Pedro Martins       | 101       | 1.41            |
| 2016/2017 | Nuno Capucho        | 14        | 1.14            |
| 2016/2017 | Luís Castro         | 27        | 1.63            |
| 2017/2018 | Miguel Cardoso      | 42        | 1.60            |
| 2018/2019 | José Gomes          | 21        | 1.38            |
| 2018/2019 | Daniel Ramos        | 19        | 1.37            |
| 2019/2020 | Carlos Carvalhal    | 42        | 1.69            |
| 2020/2021 | Mário Silva         | 16        | 1.44            |
| 2020/2021 | Miguel Cardoso      | 20        | 0.95            |
| 2021/2022 | Luís Freire         | 86        | 1.64            |
| 2022/2023 | Luís Freire         | 86        | 1.64            |
| 2023/2024 | Luís Freire         | 86        | 1.64            |

## Recordes

### Mais partidas
Atualizado a 29 de agosto de 2023
| Pos. | Nome             | Jogos |
| ---- | ---------------- | ----- |
| 1    | Augusto Gama     | 446   |
| 2    | Tarantini        | 444   |
| 3    | Edson Niquinha   | 364   |
| 4    | Evandro          | 295   |
| 5    | André Vilas Boas | 239   |
| 6    | Vítor Gomes      | 215   |
| 7    | Diego Lopes      | 201   |
| 8    | Ukra             | 199   |
| 9    | Marcelo Ferreira | 198   |
| 10   | José Lionn       | 182   |

### Melhores marcadores
Atualizado a 29 de agosto de 2023
| Pos. | Nome          | Golos |
| ---- | ------------- | ----- |
| 1    | Evandro       | 78    |
| 2    | Augusto Gama  | 64    |
| 3    | João Tomás    | 53    |
| 4    | Chico Faria   | 41    |
| 5    | Tarantini     | 39    |
| 6    | Omer          | 38    |
| 7    | Hugo Henrique | 37    |
| 8    | N´Habola      | 36    |
| 9    | Ahmed Hassan  | 32    |
| 10   | Toni          | 31    |